# Haushaltsbuch

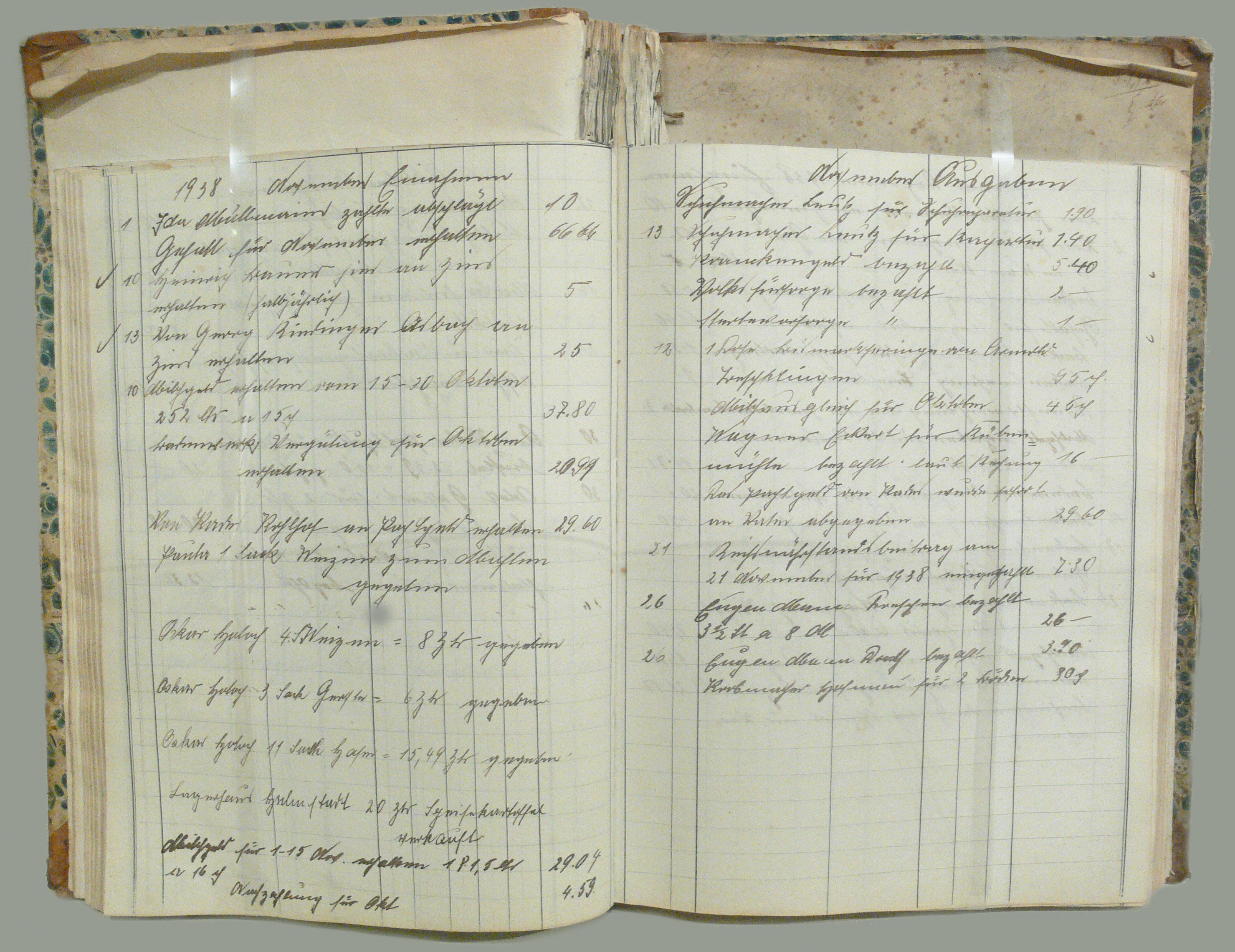
Haushaltsbuch einer Familie, geführt 1933–1943

Ein Haushaltsbuch wird in der Regel von Privatpersonen geführt. Es stellt dabei alle Einnahmen den Ausgabenposten gegenüber. Alle Einnahmen und Ausgaben sollten dabei übersichtlich und nach Monaten und eventuell nach Kategorien (wie z. B. Ausgaben für Lebensmittel, Haushaltsartikel, Auto oder öffentliche Verkehrsmittel – je nach Bedarf) geordnet sein, um eine klare Budgetierung zu ermöglichen.
Ein Haushaltsbuch hilft dabei, regelmäßige und unregelmäßige Ausgaben genau festzustellen, so dass verfügbare Einnahmen schon am Monatsanfang genau für Ausgaben und Sparbeträge (Vermögensbildung) geplant werden können.
Die übersichtliche Auflistung von Einnahmen und Ausgaben sorgt für Kostentransparenz: die persönliche Finanzsituation stellt sich auf einen Blick dar.
Nachdem das Haushaltsbuch ein Jahr geführt wurde, gibt es die Möglichkeit, eine Jahresbilanz zu ziehen.

## Hintergrund
Haushaltsbücher werden traditionell und in erster Linie deshalb geführt, um die Kontinuität von Einnahmen und Ausgaben innerhalb eines Haushalts mit mehreren Haushaltsmitgliedern festzuhalten und gegebenenfalls Einsparpotentiale zu erkennen. Außerdem kann man so vergleichen, wie sich Preissteigerungen und -senkungen auf die Kasse des Haushalts ausgewirkt haben. 
Der Haushalt kann darauf reagieren und sein Kaufverhalten ändern.

## Geschichte
Haushaltsbücher existieren bereits seit der Antike: Aus dem antiken Griechenland sind unter anderem die Ökonomiken des Hesiod, des Xenophon und des Aristoteles bekannt. Der früheste noch erhaltene Prosatext stammt von 150 v. Chr. aus der Feder von Cato dem Älteren: De agri cultura. Diese frühen Haushaltsbücher waren, wie auch die christlichen Ökonomiken aus dem europäischen Mittelalter, noch keine reinen Gegenüberstellungen von Einnahmen und Ausgaben. Dennoch dienten auch diese Schriften bereits einer besseren Haushaltsführung und damit der Erhaltung und gegebenenfalls der Vergrößerung des Hauses.
Frühe Haushaltsbücher beschreiben die Organisation aller mit dem Haushalt verbundenen Dinge und bieten etwa eine Übersicht über Ernten, Lagerbestände, Angestelltenzahlen, Schlachtvieh, Küchengeräte und andere Haushaltsgeräte, eine Auflistung der sonstigen Besitztümer – häufig aber auch detaillierte Kochrezepte oder die Beschreibungen von Festmählern. Darüber hinaus regelten die Haushaltsbücher auch das Zusammenleben im Haushalt und legten die gesellschaftlichen Rollen und Erwartungen an die Familienmitglieder und Angestellten fest. Die Idee eines vorgedruckten Haushaltsbuchs mit Hinweisen und Rezepten war in den 1920ern eine Geschäftsidee der unternehmerisch tätigen Hausfrau Fini Pfannes.

## Kulturhistorische Bedeutung des Haushaltsbuchs
Haushaltsbücher, etwa das des Nürnberger Kaufmanns und Bürgermeisters Anton Tucher, sind kulturhistorisch interessante Schriften, da sie einen Einblick in die Haushaltsführung und das Wirtschaften früherer Epochen ermöglichen, der direkte Rückschlüsse auf die damaligen Lebensgewohnheiten zulässt. Zudem geben sie Aufschluss über die soziale Stellung der Familienmitglieder und der Angestellten beziehungsweise der Sklaven.

## Kategorien
Ein Haushaltsbuch ist in verschiedene Kategorien unterteilt. Wie beschrieben, dient es der Gegenüberstellung von Einnahmen und Ausgaben; die Kategorien richten sich daher nach einer Einnahmenseite und einer Ausgabenseite mit monatlichen Fixkosten und veränderlichen Ausgaben.
- Einnahmen: Zu den Einnahmen gehören alle Nettolöhne und -gehälter sowie alle weiteren Bezüge, etwa Renten, Sozialbezüge, Kindergeld etc., zudem Einnahmen aus Vermietung und Zinsen.
- Fixkosten: In dieser Kategorie werden die festen Kosten erfasst, die jeden Monat anfallen. Unterkategorien sind zum Beispiel die Miete, Versicherungsbeiträge, Kosten für Strom und Gas etc. Bei halbjährlich oder jährlich anfallenden Beträgen kann es sinnvoll sein, diese auf den Monat herunterzurechnen, um eine aktuelle Finanzübersicht zu erhalten.

Die Übersichten für Einnahmen und Fixkosten werden jeweils  im Voraus zum Beginn eines Monats angefertigt. Aus der Rechnung Einnahmen – Fixkosten ergibt sich dann das Budget, das für veränderliche Ausgaben zur Verfügung steht.
- Veränderliche Ausgaben: Veränderliche Ausgaben werden laufend aktuell erfasst. Dazu gehören zum Beispiel Ausgaben für die Ernährung, Bekleidung, Gesundheit, Freizeit, Verkehrsmittel, Genussmittel usw. Bei ordentlicher Haushaltsbuchführung werden für jede noch so kleine Ausgabe Belege (Quittungen, Kassenbons) gesammelt und die einzelnen Posten werden im Haushaltsbuch vermerkt. In der Regel bedeutet dies, dass Verbraucher ihre veränderlichen Ausgaben täglich ins Haushaltsbuch eintragen.

Anhand der tatsächlichen veränderlichen Ausgaben lässt sich am Ende des Monats der Saldo ermitteln und feststellen, ob ein Überschuss oder ein Minus entstanden ist. Dazu wird vom Budget für veränderliche Ausgaben die tatsächliche Ausgabensumme abgezogen. Die genaue Auflistung der veränderlichen Posten zeigt, wo sich noch Einsparpotential ergibt und auf welche Ausgaben eventuell verzichtet werden kann.
- Besondere Ausgaben: In dieser Kategorie können Kosten für einmalige größere Anschaffungen, etwa Autos oder Immobilien, Urlaube oder Familienfeiern, eingetragen werden.[4]

## Unterscheidung zwischen digitalen und papierbasierten Haushaltsbüchern
Seit auch die private Finanzverwaltung häufig digital abgewickelt wird, ist eine Unterscheidung zwischen elektronischen und papierbasierten Haushaltsbüchern notwendig.

### Papierbasierte Haushaltsbücher
Haushaltsbücher sind traditionell „Bücher“ oder Heftchen. Viele Haushalte legten und legen sich diese selber an, z. B. mittels DIN-A5-Karoheftchen aus dem Schreibwarenladen. Ebenfalls im Schreibwarenladen gibt es vorgedruckte Haushaltsbücher von Herstellern von Formularheften. Sparkassen bieten oft kostenlos Haushaltsbücher an, Verbraucherzentralen und Schuldnerberatungsstellen oft zu einem geringen Preis. In diesen Heftchen werden dabei jeweils Ausgaben und Einnahmen auf verschiedenen Seiten gegenübergestellt, um so im Ergebnis eine Verbesserung oder Verschlechterung der finanziellen Situation aufzuzeigen.

### Digitale Haushaltsbücher
Der Großteil aller Haushalte hat heute mit PCs, Tabletcomputern, Smartphones und ähnlichen Geräten die Möglichkeit, Haushaltsbücher in elektronischer Form zu führen. Hierbei können unterschieden werden:
- Nutzung allgemeiner Software wie beispielsweise Tabellenkalkulationsprogrammen
- Einsatz von Software, die speziell für die Führung eines Haushaltsbuches entwickelt wurde
- Online-Lösungen die nicht auf dem lokalen Rechner, sondern einem Server laufen und zum Beispiel über einen Browser genutzt werden
- Mobile Apps für Smartphones und Tablets

Digitale Haushaltsbücher haben den Vorteil, dass die Daten nur noch eingetragen werden müssen und sämtliche Berechnungen, Auswertungen, Prognosen etc. automatisch erfolgen. Für die Verwendung eines Tabellenkalkulationsprogramms wie zum Beispiel OpenOffice oder Microsoft Excel für die Haushaltsbuchführung gibt es im Internet eine Vielzahl von kostenlosen und auch kostenpflichtigen Vorlagen, die die entsprechenden Berechnungen ermöglichen.
Online-Haushaltsbücher bieten den Vorteil, dass sie ortsunabhängig gepflegt werden können. Diesen Vorteil bieten auch Haushaltsbuch-Apps, die für alle gängigen Smartphone- und Tablet-Plattformen angeboten werden. Durch die mobile Nutzung dieser Geräte können Eingaben sehr flexibel und zeitnah vorgenommen werden (beispielsweise Eingabe von Ausgaben direkt beim Einkauf). Einige Apps bieten zudem die Möglichkeit, die Daten mit anderen Geräten und Plattformen zu synchronisieren. Buchungen können so von verschiedenen Personen eingetragen oder auf unterschiedlichen Geräten bearbeitet werden.